# Provincia Parinacota
Parinacota (Provincia de Parinacota) este o provincie din regiunea Arica-Parinacota, Chile, cu o populație de 3.156 locuitori (2012) și o suprafață de 8146,9 km2.